# Distrito de Ri Bhoi
Ri Bhoi es un distrito de la India en el estado de Megalaya. Código ISO: IN.ML.RB.
Comprende una superficie de 2 378 km².
El centro administrativo es la ciudad de Nongpoh.

## Demografía
Según censo 2011 contaba con una población total de 258 380 habitantes, de los cuales 125 935 eran mujeres y 132 445 varones.